# پاسیلای شمالی
پاسیلای شمالی (به فنلاندی: Pohjois-Pasila) یک منطقهٔ مسکونی در فنلاند است که در هلسینکی واقع شده‌است. پاسیلای شمالی ۲٫۰۲ کیلومتر مربع مساحت دارد.